# Radoszyce (Subkarpaten)
Radoszyce is een plaats in het Poolse district  Sanocki, woiwodschap Subkarpaten. De plaats maakt deel uit van de gemeente Komańcza en telt 150 inwoners.